# Mischa Barton
Mischa Anne Marsden-Barton, nota come Mischa Barton (Londra, 24 gennaio 1986), è un'attrice e modella britannica naturalizzata statunitense.

## Carriera
Di origine britannica, è nata il 24 gennaio 1986 ad Hammersmith, un distretto della Grande Londra, da padre britannico originario di Manchester (Adam Marsden-Barton) e da madre irlandese (Nuala Quinn), ma all'età di 5 anni la sua famiglia si trasferì a New York. Ha due sorelle, Hania, di due anni più giovane, e Zoe, la maggiore, avvocato in Gran Bretagna diplomata al Professional Children's School di Manhattan.
Mischa iniziò a recitare a teatro molto giovane, nel 1995, all'età di 9 anni, interpretando il ruolo di protagonista in Slavs!, scritto da Tony Kushner. In esso interpretava Vodya Domik, bambina russa scappata dalla guerra e contaminata dalle radiazioni accanto a Marisa Tomei. La sua performance suscitò lo stupore del pubblico e tutti la definirono "una rivelazione". Prese poi parte ad altri spettacoli teatrali, tra cui Twelve Dreams di James Japline, anche qui con il ruolo di protagonista.
Nello stesso anno debuttò nel cinema con il film Polio Water, a cui seguì nel 1997 Lawn Dogs, che vinse diversi premi nei festival cinematografici di tutto il mondo. In esso era Devon, una ragazza profonda nonostante vivesse in una comunità chiusa (esperienza rivissuta poi in The O.C.) che instaura una strana amicizia con un adulto (Sam Rockwell).
(Washington Post a proposito di Lawn Dogs)
Da allora è apparsa in molti film, tra cui The Sixth Sense - Il sesto senso (1999), Notting Hill (1999), Skipped Parts (2000) e L'altra metà dell'amore (2001).
È anche apparsa in tre video musicali: Addicted di Enrique Iglesias (2003), Goodbye My Lover di James Blunt (2006) e Everybody's on the Run dei Noel Gallagher's High Flying Birds (2012).
Deve comunque gran parte della sua notorietà all'interpretazione di Marissa Cooper nella serie televisiva The O.C., trasmessa in Italia da Italia 1. Era affascinata dal Pilot originale, perché le sembrava chiaro che Marissa fosse un personaggio molto sensibile e intendeva svilupparlo bene.
(Mischa Barton a Us Weekly a proposito di OC)
È diventata cittadina naturalizzata degli Stati Uniti d'America a Los Angeles il 3 febbraio 2006.
Dopo aver recitato in Decameron Pie - Non si assaggia... si morde!, partecipò a tre film tra il 2006 e il 2007: "Guilty Pleasure", "Hexxx" e "Closing the ring".
La rivista Maxim l'ha piazzata al ventunesimo posto nella classifica delle 100 donne più "hot" del 2006.
L'edizione britannica della rivista FHM l'ha piazzata al sessantaquattresimo posto nella classifica delle 100 donne più "sexy" del 2005, e al ventunesimo posto nel 2006. Nell'edizione statunitense è al cinquantaduesimo posto nel 2005 e al trentaduesimo nel 2006.
Tra il 2007 e il 2008 è impegnata nella registrazioni del film You and I dove interpreta la parte della protagonista assieme all'attrice Shantel VanSanten. Il film è ambientato a Mosca e prevede come colonna sonora il terzo album del duo-pop russo t.A.T.u., dove Julia Volkova e Lena Katina (le componenti del gruppo) si dilettano anche nella recitazione.
Nel marzo 2009 ottiene il ruolo di Sonja nella nuova serie the CW The Beautiful Life. Il 17 luglio dello stesso anno viene ricoverata al Cedars-Sinai Medical Center, nel reparto psichiatrico. A causa dell'evento, le riprese della prima stagione di The Beautiful Life vengono posticipate di una settimana.

## Problemi giudiziari
Il 27 dicembre 2007 viene fermata e arrestata nei pressi di West Hollywood con l'accusa di guida in stato di ebbrezza, possesso di marijuana e guida con patente scaduta. Secondo il rapporto della polizia, la giovane attrice sarebbe stata fermata dopo essere stata vista guidare a cavallo tra due corsie e effettuare una svolta senza azionare la freccia. È stata rilasciata dopo poche ore su cauzione di 10 000 dollari.

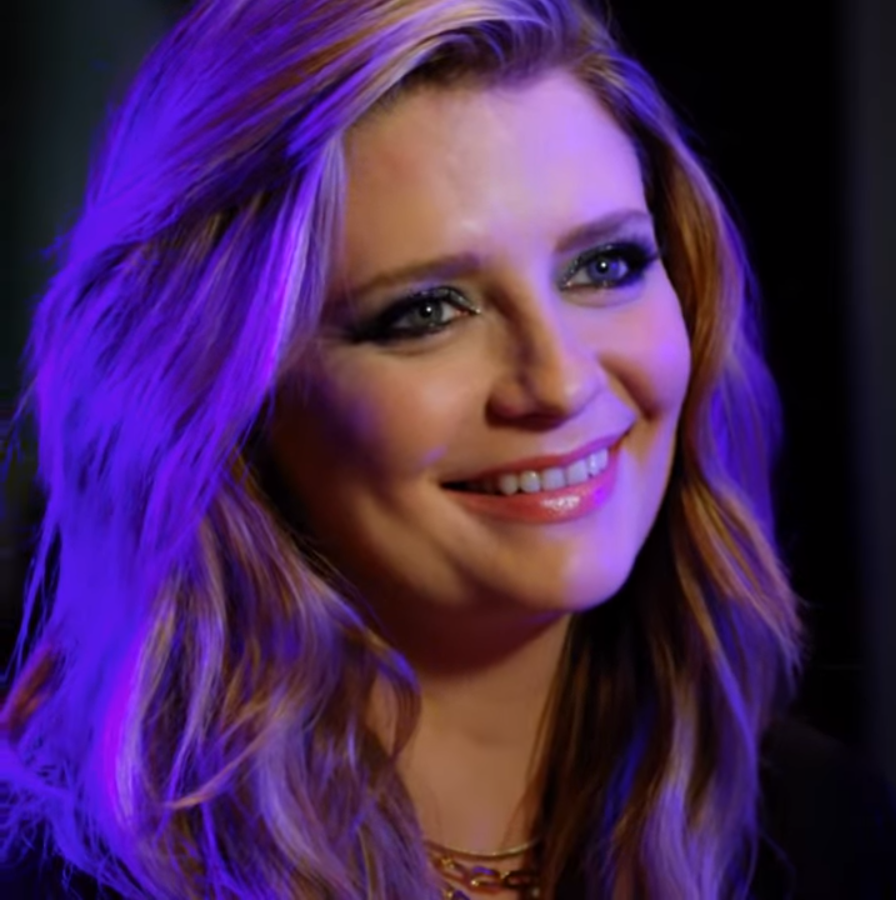
Mischa Barton nel 2019.

## Filmografia

### Cinema
- Polio Water, regia di Caroline Kava (1995) - cortometraggio
- Lawn Dogs, regia di John Duigan (1997)
- Pups, regia di Ash Baron-Cohen (1999)
- Notting Hill, regia di Roger Michell (1999)
- The Sixth Sense - Il sesto senso (The Sixth Sense), regia di M. Night Shyamalan (1999)
- Paranoid, regia di John Duigan (2000)
- Skipped Parts, regia di Tamra Davis (2000)
- L'altra metà dell'amore (Lost and Delirious), regia di Léa Pool (2001)
- Julie Johnson, regia di Bob Gosse (2001)
- Tart - Sesso, droga e... college (Tart), regia di Christina Wayne (2001)
- Octane, regia di Marcus Adams (2003)
- Prima o poi s...vengo! (The Oh in Ohio), regia di Billy Kent (2006)
- Closing the Ring, regia di Richard Attenborough (2007)
- St. Trinian's, regia di Oliver Parker, Barnaby Thompson (2007)
- Decameron Pie (Virgin Territory), regia di David Leland (2007)
- The Assassination - Al centro del complotto (Assassination of a High School President), regia di Brett Simon (2008)
- Walled In - Murata viva (Walled in), regia di Gilles Paquet-Brenner (2009)
- Homecoming, regia di Morgan J. Freeman (2009)
- Don't Fade Away, regia di Luke Kasdan (2010)
- You and I, regia di Roland Joffé (2011)
- Beauty and the Least: The Misadventures of Ben Banks, regia di Brice Clark (2012)
- I Will Follow You Into The Dark, regia di Mark Edwin Robinson (2012)
- 1303 - La paura ha inizio (Apartment 1303 3D), regia di Daniel Fridell (2012)
- A Resurrection, regia di Matt Orlando (2013)
- Beyond Justice, regia di Timothy Woodward Jr. (2014)
- Mining for Ruby, regia di Zoe Quist (2014)
- Starcrossed, regia di Chase Mohseni (2014)
- Bhopal: A Prayer for Rain, regia di Ravi Kumar (2014)
- Hope Lost, regia di David Petrucci (2015)
- Zombie Killers: Elephant's Graveyard, regia di Harrison Smith (2015)
- 24 Hours, regia di Timothy Woodward Jr. (2015)
- The Hoarder, regia di Matt Winn (2015)
- L.A. Slasher, regia di Martin Owen (2015)
- Checkmate, regia di Timothy Woodward Jr. (2015)
- American Beach House, regia di Straw Weisman (2015)
- Codice d'emergenza (Operator), regia di Amariah Olson, Obin Olson (2015)
- The Disaster Artist, regia di James Franco (2017) - cameo
- Un romantico Blackout, regia di Bradford May (2017)
- Gli acchiappamostri (Monsters at Large), regia di Jason Murphy (2018)
- Camper killer (The Toybox), regia di Tom Nagel (2018)
- Invito a un omicidio (Invitation to a Murder), regia di Stephen Shimek (2023)

### Televisione
- Un angelo a New York (New York Crossing), regia di Vinicius Mainardi - film TV (1996)
- Frankie & Hazel, regia di JoBeth Williams - film TV (2000)
- Ancora una volta (Once and Again) - serie TV, 8 episodi (2001-2002)
- Vicky e i delfini (A Ring of Endless Light), regia di Greg Beeman – film TV (2002)
- Fastlane - serie TV, episodio 1x17 (2003)
- The O.C. - serie TV, 76 episodi (2003-2006)
- La valle dei pini (All My Children) - soap opera, 1 episodio (2006)
- The Beautiful Life - serie TV, 5 episodi (2009)
- Law & Order - Unità vittime speciali (Law & Order: Special Victims Unit) - serie TV, episodio 11x14 (2010)
- Offline (Cyberstalker), regia di Curtis Crawford - film TV (2012)
- Date-A-Max - serie web, episodio 1x01 (2013)
- Gutsy Frog - episodio pilota scartato (2013)
- Recovery Road - serie TV, episodio 1x04 (2016)

### Video musicali
- Addicted di Enrique Iglesias (2003)
- Goodbye My Lover di James Blunt (2004)
- You Don't Know Me di Apparat (2007)
- Everybody's on the Run dei Noel Gallagher's High Flying Birds (2012)

### Teatro
- Slavs! (1995)
- Twelve Dreams (1995)
- Where the Truth Lies (1996)
- One Flea Spare (1997)
- Steel Magnolias (2012)

### Doppiatrice
- Kablam! - serie TV, 8 episodi (1996-1997)
- An Off-Beats Valentine's, regia di Mo Willems - film TV (1999)

## Doppiatrici italiane
Nelle versioni in italiano dei suoi film, Mischa Barton è stata doppiata da:
- Valentina Mari in Notting Hill, L'altra metà dell'amore, The O.C., Closing the Ring
- Perla Liberatori in Tart - Sesso, droga e... college, Octane, Prima o poi s...vengo!
- Alessia Amendola in Frankie e Hazel
- Connie Bismuto in Decameron Pie
- Letizia Ciampa in The Sixth Sense - Il sesto senso
- Federica De Bortoli in Vicky e i delfini
- Francesca Rinaldi in The Assassination - Al centro del complotto
- Emanuela Damasio in Walled In - Murata viva
- Laura Latini in Law & Order - Unità vittime speciali
- Roberta De Roberto in Cyberstalker - Connessioni pericolose
- Barbara De Bortoli in 1303 - La paura ha inizio
- Katia Sorrentino in The Hoarder
- Michela Tupputi in Ouija House